# حيرام بولوك
حيرام بولوك (بالإنجليزية: Hiram Bullock)‏ هو عازف جاز وعازف قيثارة أمريكي، ولد في 11 سبتمبر 1955 في أوساكا في اليابان، وتوفي في 25 يوليو 2008 في مانهاتن في الولايات المتحدة بسبب سرطان المريء.

## وصلات خارجية
- حيرام بولوك على موقع IMDb (الإنجليزية)
- حيرام بولوك على موقع ميوزك برينز (الإنجليزية)
- حيرام بولوك على موقع أول ميوزيك (الإنجليزية)
- حيرام بولوك على موقع ديسكوغز (الإنجليزية)